# Tatjana Alexejewna Golikowa

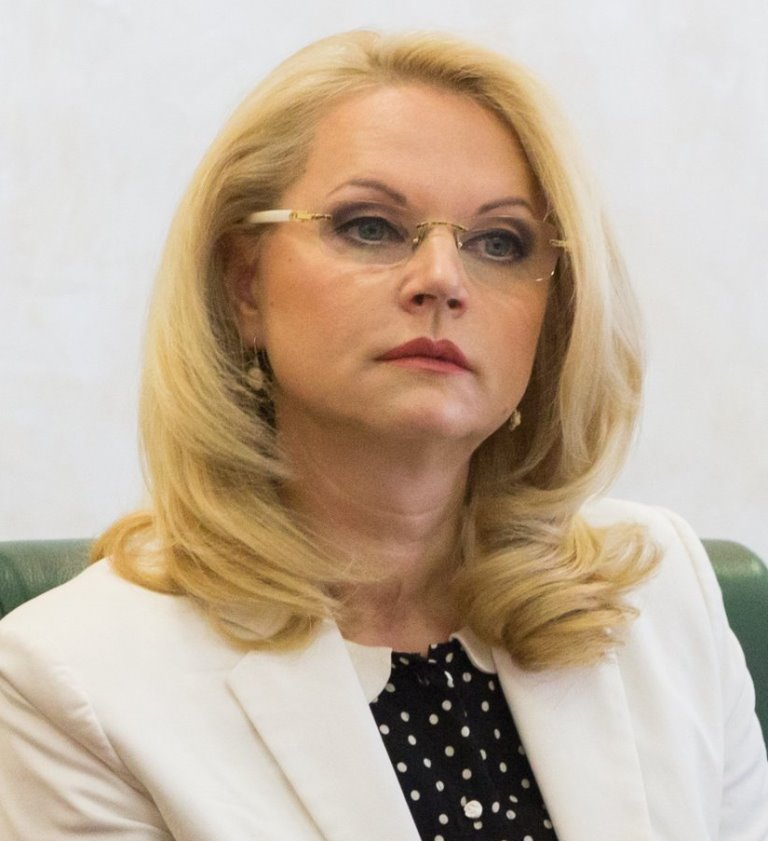
Tatjana Golikowa (2016)

Tatjana Alexejewna Golikowa (russisch Татья́на Алексе́евна Го́ликова; * 9. Februar 1966 in Mytischtschi) ist eine russische Ökonomin und Politikerin. Seit Mai 2018 ist sie in den Regierungen Medwedew und Mischustin Vize-Ministerpräsidentin für Bildung, Gesundheit und Sozialpolitik. Sie bekleidet den Rang eines Wirklichen Staatsrats 1. Klasse der Russischen Föderation.

## Biographie
Nach dem Abschluss eines Studiums der Volkswirtschaft an der Plechanow-Akademie für Wirtschaft Moskau arbeitete sie im Finanzministerium der Russischen Föderation und wurde dort zunächst Leiterin der Haushaltsabteilung. Seit dem Jahr 1999 war sie Stellvertretende Finanzministerin, erst unter Michail Kasjanow, danach unter Alexei Kudrin.
Am 24. September 2007 wurde sie vom damaligen Präsidenten Putin zur Gesundheits- und Sozialministerin ernannt und löste damit Michail Surabow ab. Bei der Bildung der neuen russischen Regierung nach der Wahl von Medwedew zum Präsidenten im Mai 2008 wurde sie in diesem Amt bestätigt. Während ihrer Ägide wurde das Mutterschaftskapital eingeführt.
Von Mai 2012 bis September 2013 war sie wirtschaftspolitische Beraterin des russischen Präsidenten Wladimir Putin. Am 20. September 2013 wurde Golikowa in ihrem neuen Amt als Vorsitzende des Rechnungshofs der Russischen Föderation bestätigt. Im Mai 2018 trat sie als Vorsitzende des Rechnungshofs zurück und wurde Vize-Ministerpräsidentin für Bildung, Gesundheit und Sozialpolitik.
Golikowa ist seit 2003 mit dem ehemaligen Minister für Industrie und Handel, Wiktor Christenko verheiratet. Sie erhielt mehrere staatliche Auszeichnungen, unter anderem den Verdienstorden für das Vaterland.